# Ann Dusenberry
Ann Dusenberry (Tucson, 13 de septiembre de 1952) es una actriz estadounidense de cine y televisión.

## Carrera
Una de las primeras apariciones en el cine de Dusenberry ocurrió en la película Stonestreet: Who Killed the Centerfold Model? (1977). Un año después interpretó a Amy March en Mujercitas, una minisierie de la BBC. También en 1978 interpretó el papel de Tina Wilcox en la cinta Tiburón 2. Encarnó a Margot en la serie de 1986 Life with Lucy.

## Filmografía

### Cine
- White Line Fever (1975)
- The Possessed (1977) - Weezie Sumner
- Goodbye, Franklin High (1978) - Sharon Browne
- Jaws 2 (1978) - Tina Wilcox
- Little Women (1978) - Amy March
- Heart Beat (1980) - Stevie
- Elvis and the Beauty Queen (1981) - Jeannie
- Cutter's Way (1981) - Valerie Duran
- National Lampoon's Movie Madness (1982) - Dominique Corsaire
- Basic Training (1985) - Melinda
- The Men's Club (1986) - Page
- Rich Girl (1991) - (voz)
- Play Nice (1992) - Pam Crichmore

### Televisión
- Captains and the Kings (1976) - Anne-Marie
- McCloud (1976) - Peggy
- Eight Is Enough (1978) - Andrea Jenkins
- Buck Rogers in the 25th Century (1979) - Ariela Dyne
- Killjoy (1981) - Joy Morgan / Elaine Steel
- Magnum, P.I. (1982) - Katrina Tremaine
- Trapper John, M.D. (1982) - Maggie Nolan
- The Family Tree (1983) - Molly Nichols Tanner
- Remington Steele (1983) - Tracy Crockett / Roxie Tyler
- Simon & Simon (1983) - Frankie Gillard
- Murder She Wrote (1986-1987) - Carol Selby / Elizabeth Gordon
- Life with Lucy (1986) - Margo Barker McGibbon
- Designing Women (1989) - Belva McPherson
- Matlock: The Parents (1991) - Amy Boggs